# Please, Please, Please Let Me Get What I Want
«Please, Please, Please, Let Me Get What I Want» — композиция британской группы The Smiths, выпущенная в 1984 в составе сингла «William, It Was Really Nothing», а позже вошедшая в альбомы Hatful of Hollow и Louder Than Bombs. Кавер-версии песни исполнили несколько музыкантов, таких как The Decemberists, Franz Ferdinand, OK Go, Deftones, Эмили Отэм, Аманда Палмер, Hootie & the Blowfish, Muse, Third Eye Blind, The Dream Academy, Джос Роус и She & Him. Кавер-версия британской группы Clayhill стала саундтреком к фильму режиссёра Шейна Медоуса «Это Англия».
Оригинальная композиция была включена в список саундтреков к фильмам «500 дней лета», «Попасть в десятку», «Нецелованная», «Девушка в розовом» и «Феррис Бьюллер берёт выходной», телешоу телеканала BBC «Массовка», а также в интро скетйвидео Wednesdays with Reda компании The Berrics.

## Кавер-версияThe Dream Academy
Фолк-рок-группа The Dream Academy из Великобритании исполнила кавер-версию на «Please, Please, Please, Let Me Get What I Want» в 1984 году и выпустила её в качестве сингла два года спустя. Версия достигла #83 в UK Singles Chart. Инструментальная версия кавера вошла в трек-лист фильма «Феррис Бьюллер берёт выходной», где была использована в сцене в художественном институте.

### Список композиций
Версия 1
1. «Please, Please, Please, Let Me Get What I Want»
2. «In Places on the Run»

Версия 2
1. «Please, Please, Please, Let Me Get What I Want»
2. «The Party» (акустическая версия)
3. «Please, Please, Please, Let Me Get What I Want» (инструментальная версия)
4. «In Places on the Run»

## Другие кавер-версии
- Версия, исполненная американской инди-рок-группой Elefant стала одним из саундтреков фильма 2005 года «Высший пилотаж».
- Помимо оригинальной версии, в фильме «500 дней лета» композиция прозвучала в исполнении дуэта She & Him, где участвует актриса Зоуи Дешанель, исполнившая в фильме одну из главных ролей[3].
- Группа Deftones включила свой вариант песни в альбом B-Sides & Rarities, вышедший в 2005 году.
- Группа Luxure исполнила композицию в трибьюте 1997 года There Is A Light That Never Goes Out — A Tribute to The Smiths.
- Кавер дрим-поп-группы SIANspheric стал частью одного из треков в их альбоме The Sound of the Colour of the Sun.
- «Please, Please, Please Let Me Get What I Want» в исполнении группы Muse вошла в их альбом Hyper Music/Feeling Good 2001 года[4].
- Версия композиции в исполнении My Sick Uncle вошла в альбом-коллаж Лил Уэйна 500 Days of Weezy, название которого связано в фильмом «500 дней лета».